# Vad esküvő
A Vad esküvő (eredeti cím: The Wilde Wedding) 2017-ben bemutatott amerikai romantikus filmvígjáték, amelyet Damian Harris írt és rendezett. A főbb szerepekben Glenn Close, John Malkovich, Patrick Stewart és Minnie Driver látható.
Az Amerikai Egyesült Államokban 2017. szeptember 15-én mutatták be a mozikban. Magyarországon 2018. február 23-án jelent meg DVD-n.

## Cselekmény
A híres színésznő, Eve Wilde negyedszer is férjhez megy, ezúttal Haroldhoz, az írónak. Az esküvőre eljön első férje, Laurence Darling színész is, valamint közös gyermekeik és unokáik. Haroldot két lánya és egyikük régi barátja kíséri el. A két család és a meghívott vendégek között fokozódik a szexuális feszültség és a romantika.

## Szereplők
| Szereplő          | Színész          | Magyar hang     |
| ----------------- | ---------------- | --------------- |
| Eve Wilde         | Glenn Close      | Kovács Nóra     |
| Laurence          | John Malkovich   | Mertz Tibor     |
| Harold            | Patrick Stewart  | Varga T. József |
| Priscilla Jones   | Minnie Driver    | Németh Kriszta  |
| Rory              | Jack Davenport   | Kárpáti Levente |
| Mackenzie Darling | Grace Van Patten | Kántor Kitty    |
| Jimmy             | Noah Emmerich    | Király Attila   |
| Ethan Darling     | Peter Facinelli  | Szabó Máté      |
| Clementine        | Yael Stone       | Czető Zsanett   |
| Rose              | Lilly Englert    | Szabó Zselyke   |

### Magyar változat
- Bemondó: Zahorán Adrienne
- Magyar szöveg: Szojka László
- Hangmérnök és vágó: Király Csaba, Lang András
- Gyártásvezető: Böhm Anita
- Szinkronrendező: Sostarics Ágnes
- Produkciós vezető: Bárány Sándor

A szinkront a BTI Stúdió készítette el.

## Fogadtatás
Az értékeléseket összesítő Rotten Tomatoes weboldalon a film 15 kritika alapján 27%-os tetszési indexszel rendelkezik, az átlagos értékelés pedig 5,24/10.
A Metacritic oldalán a film súlyozott átlaga 31 a 100-ból, 6 kritikus véleménye alapján, ami „általában kedvezőtlen véleményeket” jelez.